# Gonyostomus insularis
Gonyostomus insularis es una especie de molusco gasterópodo de la familia Strophocheilidae en el orden de los Stylommatophora.

## Distribución geográfica
Es endémica de Brasil.  